# دونگ جون
دونگ جون (چینی: 董军; پین‌یین: Dǒng Jūn; زادهٔ ۱۹۶۱) دریابد نیروی دریایی ارتش آزادی‌بخش خلق چین است، که از سپتامبر ۲۰۲۳ به‌عنوان چهاردهمین وزیر دفاع ملی چین فعالیت می‌کند.
جون فعالیت نظامی را از سال ۱۹۷۹ در نیروی دریایی چین آغاز کرد، از ۲۰۱۰ تا ۲۰۱۳ جانشین فرمانده ناوگان دریای شمال بود، از ۲۰۱۳ تا ۲۰۱۴ به‌عنوان جانشین فرمانده ناوگان دریای شرقی فعالیت می‌کرد، از ۲۰۱۷ تا ۲۰۲۱ جانشین فرماندهی جبهه جنوبی چین بود و از ۲۰۲۱ تا ۲۰۲۳ فرماندهی نیروی دریایی ارتش آزادی‌بخش خلق را برعهده داشت.